# Distretto di Chatturat
Il distretto di Chatturat (in thailandese: จัตุรัส) è un distretto (amphoe) della Thailandia, situato nella provincia di Chaiyaphum.